# Jean Klein (Ruderer)
Jean-Claude Pierre Klein (geboren am 22. Juni 1944 in Creteil; gestorben am 1. Dezember 2014 in Gap) war ein französischer Steuermann im Rudern, der 1960 eine olympische Silbermedaille gewann.
Bei den Olympischen Spielen 1960 in Rom erhielt der französische Vierer mit Steuermann in der Besetzung Robert Dumontois, Claude Martin, Jacques Morel, Guy Nosbaum und Steuermann Jean Klein die Silbermedaille hinter dem deutschen Vierer. Die Franzosen hatten im Vorlauf den dritten Platz hinter den Booten aus der Sowjetunion und aus Österreich belegt und dann den Hoffnungslauf gewonnen. Im Halbfinale erreichten sie das Ziel mit fast zweieinhalb Sekunden Rückstand auf die Deutschen, im  Finale waren es exakt zweieinhalb Sekunden.